# Ivan Terenin
Ivan Terenin (en rus Иван Теренин) (Moscou, 22 de juny de 1982) va ser un ciclista rus, professional del 2005 al 2006. Va combinar la carrereta amb el ciclisme en pista.

## Palmarès
- 2001
  - 1r als Cinc anells de Moscou
- 2002
  - 1r al Mainfranken-Tour i vencedor d'una etapa
  - Vencedor de 3 etapes als Cinc anells de Moscou
- 2003
  - 1r al Tour del Camerun
  - Vencedor d'una etapa al Triptyque des Monts et Châteaux
  - Vencedor d'una etapa al Critérium des Espoirs
  - Vencedor d'una etapa als Cinc anells de Moscou
- 2004
  - 1r als Cinc anells de Moscou
- 2005
  - 1r a la Mayor Cup
  - Vencedor d'una etapa als Cinc anells de Moscou